# Великі заклади (Франція)
Великі заклади (фр. Grand établissement) — адміністративна назва елітних вищих навчальних закладів Франції. Це державні установи освітнього і наукового характеру.

## Правовий статус
Французький закон про освіту (Code de l'éducation) у сьомий книзі визначає, що таке заклади вищої освіти (Les établissements d'enseignement supérieur). За цим законом «великі заклади» — це тип так званих «громадських закладів наукового, культурного і освітнього характеру» (EPSCP). У переліку великі заклади фігурують поряд з іншими типами науково-освітніх установ, такими як університети, Національні політехнічні інститути, Школи й інститути поза системою університетів, Центральні школи, Вищі нормальні школи тощо. Великі заклади — це не особливий тип вищих навчальних закладів, а насамперед юридичний статус. Список великих закладів доволі строкатий, спільною рисою можна назвати більшу орієнтацію таких закладів на наукові дослідження та навчання насамперед на так званому третьому циклі (докторантура, постдокторантура).

## Перелік великих закладів
- Колеж де Франс
- Консерваторія мистецтв і ремесел
- Центральна школа Парижа
- Вища школа соціальних наук (Франція)
- Національна школа хартій
- Національна вища школа мистецтв і ремесел
- Національна вища школа інформації та бібліотек
- Практична школа вищої освіти
- Інститут політичних досліджень (Париж)
- Паризький інститут фізики Землі
- Національна школа цивільної авіації
- Національний інститут історії мистецтв
- Національний інститут східних мов і цивілізацій
- Політехнічний інститут Бордо
- Політехнічний Інститут Гренобля
- Музей природознавства
- Паризька обсерваторія
- Музей відкриттів та винаходів
- Університет Париж IX
- Інтернаціональний центр агрономії
- Вища школа охорони здоров'я
- Національна школа мостів і доріг
- Інститут сучасних наук та навколишнього середовища
- Національний інститут агрономії, харчування та навколишнього середовища
- Інститут аеронавтики та космосу
- Інститут агрономії, садівництва, харчування й ландшафту